# Los Angeles Kings
Los Angeles Kings és un equip professional d'hoquei sobre gel de la ciutat de Los Angeles (Califòrnia, Estats Units). Juga a la National Hockey League a la Divisió Pacífic de la Conferència Oest. El seu pavelló és l'Staples Center.
Els seus colors inicials eren el porpre i el daurat però actualment són el negre, el porpre, el gris i el blanc. Juga amb jersei i pantalons negres a casa, i amb jersei blanc i pantalons negres a fora, i sempre amb trams de color porpre.

## Història

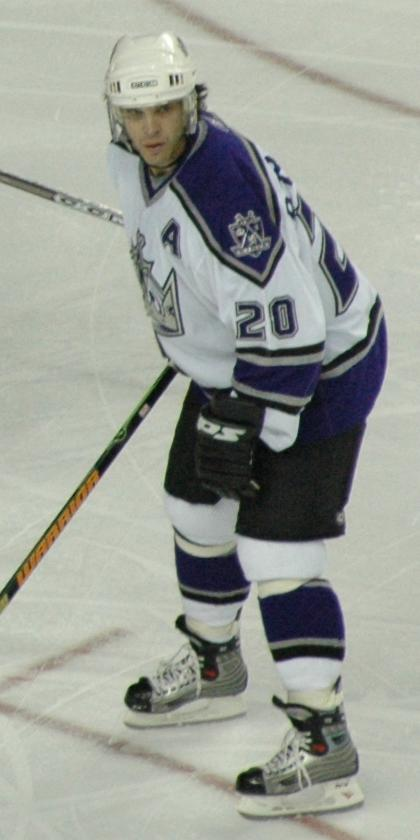
Equipació dels Los Angeles Kings.

La franquícia fou fundada el 1967 per Jack Kent Cooke, el propietari de Los Angeles Lakers de l'NBA, que va pagar dos milions de dòlars per tenir una de les sis places d'expansió de la lliga. Van jugar a Inglewood fins al 1999, quan es van traslladar a l'Staples Center en el centre de la ciutat, on també juguen els Los Angeles Lakers i els Los Angeles Clippers de l'NBA.
Els Kings han jugat dues finals de la Copa Stanley. La temporada del 1992/93 va ser bastant bona, van ser els campions de la Conferència Oest i van arribar a la final de la Copa Stanley, però van ser vençuts pels Montreal Canadiens. Anys més tard, l'any 2011/2012 van aconseguir guanyar una altra vegada la Conferència Oest, després van arribar a la final de la Copa Stanley i la van aconseguir guanyant a New Jersey Devils en un total de 4-2. La temporada 2012/2013 van perdre en la semifinal contra els Chicago Blackhawks, confirmant així una molt bona actuació.

## Palmarès
3 Copa Stanley:
- 1992–1993
- 2011-2012
- 2013-2014

2 Conferència:
1992-1993
2011-2012
1 Divisió:
1990-1991